# Humanum genus
Humanum genus (sinngemäß: Das Menschengeschlecht) sind die Anfangsworte und dadurch der Titel der am 20. April 1884 veröffentlichten Enzyklika von Papst Leo XIII., mit der er die Freimaurerei verurteilte.

## Kampf zwischen Gut und Böse
In seiner Enzyklika „Humanum genus“, mit der er die Freimaurerei verdammte, erklärte Papst Leo XIII., dass es neben dem Reich Gottes auf Erden, der wahren Kirche Christi, noch ein anderes Reich, nämlich das des Satans gebe. Er stellt die Freimaurer als Zerstörer des Gottesreichs dar und unterstellt ihnen die offene Absicht, den christlichen Völkern ihre Güter zu stehlen und die heilige Kirche zu zerstören.
Leo XIII. legt ein antagonistisches Schema zugrunde und führt aus, dass es eine Reihe von Sekten gebe, die voneinander nach Namen, Gebräuchen, Form und Herkunft verschieden seien, aber durch die Gleichheit ihrer Ziele und die Ähnlichkeit ihrer Grundsätze miteinander und mit dem Bund der Freimaurer in engem Zusammenhang stünden.
Das Königreich Gottes auf Erden, die Kirche Jesu Christi, kämpfe für Wahrheit und Tugend. Die andere Gruppe stelle sich gegen Wahrheit und Tugend und sei das Königreich Satans. Die, welche dem Bösen folgten, hätten sich zusammengeschlossen unter der Führung und mit Hilfe der Gesellschaft, die sich Freimaurer nenne. Diese Gruppe versuche offen, die Kirche zu schädigen.

## Antisemitische Auswirkungen
Obwohl die Juden in der Enzyklika nicht genannt sind, erschien in Frankreich in den darauffolgenden Jahren eine Flut antisemitischer Traktate, in denen Juden und Freimaurer als die Sendboten des Leibhaftigen beschrieben wurden, die ihre „geheimen Riten“ in der „Synagoge des Satans“ vollzögen. Erzbischof Léon Meurin: „Alles in der Freimaurerei ist von Grund auf jüdisch, ausschließlich jüdisch, leidenschaftlich jüdisch, von Anfang bis Ende.“

## Der Konflikt mit der Freimaurerei
Der Konflikt zwischen katholischer Kirche und Freimaurerei hatte allerdings bereits früher begonnen; schon am 28. April 1738 nannte Papst Clemens XII. in der Enzyklika In Eminenti den Hauptangriffspunkt: Die Freimaurerei könne nur Schlechtes tun, da sie sonst nichts zu verbergen hätte. Mit einer Reihe von Enzykliken wurde seitdem versucht, der Freimaurerei Einhalt zu gebieten. Zwischen 1738 und 1902 wurden siebzehn Enzykliken veröffentlicht, die sich gegen Geheimgesellschaften und die Freimaurerei stellten.
Während seines Pontifikats verfasste Papst Leo XIII. weitere Enzykliken gegen und über die Freimaurerei:
- Sapientiae christianae über die Christen als Bürger (10. Januar 1890) und
- Dall’alto dell’Apostolico Seggio über die Freimaurer in Italien (15. Oktober 1890).